# Timor oriental aux Jeux paralympiques d'été de 2008
Le Timor oriental, indépendant en 2002, n'a officiellement envoyé d'athlètes aux Jeux paralympiques que six ans plus tard, aux Jeux paralympiques d'été de 2008 à Pékin. Onze athlètes devaient y participer, mais il semble que seule l'haltérophile et porte drapeau Lily Costa Silva a effectivement pris part à la compétition. Elle n'a pas remporté de médaille.

## Participants

### Haltérophilie
- Lily Costa Silva (-52 kg)

## Médaillés est-timorais
— aucun —